# نظرية مدمجة
النظرية المدمجة  (بالإنجليزية: compact theory)‏، تشير إلى نظريتين تتعلقان بتطوير دساتير فدرالية.في الولايات المتحدة الأمريكية، يختلف عن نظرية العقد في أنه يفضل حقوق الولايات على حقوق الحكومة الفيدرالية.

## نظرية الاتفاق في الولايات المتحدة
فيما يتعلق ب دستور الولايات المتحدة، ترى النظرية المدمجة أن الدولة تشكلت من خلال ميثاق اتفقت عليه جميع الولايات، وبالتالي فإن الحكومة الفيدرالية هي من صنع الولايات. ونتيجة لذلك، ينبغي أن تكون الولايات هي المحكم النهائي بشأن ما إذا كانت الحكومة الفيدرالية قد تجاوزت حدود سلطتها على النحو المنصوص عليه في الميثاق.
```
الحجج المؤيدة للنظرية
```

المؤيدون الرئيسيون لهذه النظرة إلى دستور الولايات المتحدة نشأوا في المقام الأول من فرجينيا والولايات الجنوبية الأخرى.citation needed من بين المؤيدين للنظرية توماس جفرسون، في ظل هذه النظرية وكرد فعل على قوانين الغريبة والفتنة لعام 1798, زعم جيفرسون أن الحكومة الفيدرالية تجاوزت سلطتها، ودعت إلى إلغاء القوانين من قبل الولايات. القرار الأول ل Kentucky Resolutions بدأ بالقول:

تقرر، أن عدة دول تتألف من الولايات المتحدم الامريكية، ليست موحدة على مبادئ التقديم غير المحدود لحكومتها العامة؛ ولكن عن طريق التعاقد بموجب أسلوب ولقب دستور للولايات المتحدة و تعديلاته، شكلوا حكومة عامة لأغراض خاصة، مفوضة لتلك الحكومة بعض السلطات المحددة، مع الاحتفاظ بكل دولة لنفسها، الكتلة المتبقية من الحق في الحكم الذاتي الخاص بها؛ وأنه عندما تتولى الحكومة العامة سلطات غير مفوضة، فإن أفعالها غير قانونية وباطلة ولا قوة لها؛ أنه في هذا الاتفاق، انضمت كل ولاية كدولة، وهي طرف متكامل؛ أن الحكومة التي تم إنشاؤها بموجب هذا الميثاق لم يتم تعيينها كقاض حصري أو نهائي لمدى السلطات المخولة لها؛ لأن ذلك كان سيجعل سلطتها التقديرية، وليس الدستور، قياس سلطاتها؛ ولكن ذلك، كما هو الحال في جميع حالات التعاقد الأخرى بين السلطات التي لا يوجد فيها قاضي مشترك، لكل طرف الحق المتساوي في أن يحكم بنفسه، وكذلك المخالفات كما في طريقة وتدبير الإنصاف.
في هذه الأثناء، أكد جيمس ماديسون في الفيدرالي رقم 39، أن "الشعب" لم يكن كأفراد يؤلفون أمة واحدة كاملة، ولكنهم يؤلفون الدول المستقلة والمستقلة التي ينتمون إليها على التوالي؛ "وأن الدستور" يجب أن يكون الموافقة والتصديق على العديد من الدول، المستمدة من السلطة العليا في كل دولة، وسلطة الشعب نفسه "؛ وأن" فعل الشعب، بصفته تشكيل العديد من الدول المستقلة، وليس تشكيل دولة واحدة، واضح من هذا الاعتبار الفردي ".وبالمثل، كما لوحظ في المادة السابعة من الدستور، لم يتم التصديق من خلال اتفاقية شعبية واحدة، ولكن اتفاقيات الدول المصدقة فقط، وسيدخل الدستور حيز التنفيذ بين تلك الدول المصدقة فقط.
الحجج ضد النظرية
اتخذ آخرون موقفًا مفاده أن الحكومة الفيدرالية ليست ميثاقًا بين الولايات، ولكن بدلاً من ذلك تم تشكيلها مباشرة من قبل الشعب، في ممارسة سلطتهم السيادية. قرر الشعب أن الحكومة الفيدرالية يجب أن تكون أعلى من الولايات. بموجب هذا الرأي، لا يحق للولايات، التي ليست أطرافاً في الدستور، أن تحدد لنفسها النطاق المناسب للسلطة الفدرالية، ولكنها بدلاً من ذلك ملزمة بقرارات الحكومة الفيدرالية. اتخذت ولاية فيرمونت هذا الموقف ردا على قرارات كنتاكي. Daniel Webster دعا هذا الرأي في كتابه مناقشة مع روبرت هاين في مجلس الشيوخ عام 1830:

لا يمكنني أن أري أن الدستور ميثاق بين حكومات الولايات. الدستور نفسه، في مقدمته، يدحض هذه الفكرة؛ ويعلن أنه تم ترسيخها وإنشاءها من قبل شعب الولايات المتحدة. حتى الآن من القول أنه تم إنشاؤه من قبل حكومات دول عديدة، حتى أنه لا يقول أنه تم إنشاؤه من قبل شعوب العديد من الدول؛ لكنه يعلن أنه تم تأسيسه من قبل شعب الولايات المتحدة، في المجموع. ... عندما يقول السيد أن الدستور هو ميثاق بين الولايات، فإنه يستخدم لغة تنطبق بالضبط على الاتحاد القديم. يتحدث كما لو كان في الكونجرس قبل عام 1789. يصف بشكل كامل تلك الحالة القديمة من الأشياء الموجودة آنذاك. كان الاتحاد بصرامة ميثاقًا؛ والدول، كدول، أطراف فيها. لم يكن لدينا حكومة عامة أخرى. ولكن تم العثور على هذا غير كاف، وغير كافية للضرورات العامة. لم يكن الناس راضين عنها، وتعهدوا بإقامة أفضل. وتعهدوا بتشكيل حكومة عامة، يجب أن تقف على أساس جديد؛ لا كونفدرالية، لا عصبة، لا ميثاق بين الولايات، بل دستور؛ حكومة شعبية، تأسست في انتخابات شعبية، مسؤولة مباشرة أمام الناس أنفسهم، ومقسمة إلى فروع مع حدود السلطة المقررة، والواجبات المحددة. لقد رسموا مثل هذه الحكومة، وأعطوها اسم الدستور، حيث أنشأوا توزيع السلطات بين هذا، وحكومتهم العامة، والعديد من حكومات الولايات.
التعليق الرائد في القرن التاسع عشر على الدستور، وبالمثل، رفضت تعليقات القاضي قصة جوزيف على دستور الولايات المتحدة (1833) النظرية المدمجة، وخلصت إلى أن الدستور وضع مباشرة من قبل الشعب، وليس من قبل الولايات، وأنه يشكل القانون الأعلى، وليس مجرد ميثاق.
في السنوات التي سبقت الحرب الأهلية، تم استخدام النظرية المدمجة من قبل الولايات الجنوبية للدفاع عن حقها في إلغاء القانون الفيدرالي والانفصال عن الاتحاد. على سبيل المثال، خلال ازمة ابطال 1828-1832،جون كالهون
جادل في  معرض جنوب ولاية كارولينا واحتجاجه على أن الولايات، بصفتها طرفا في ميثاق، كان من حقهما الحكم على أنفسهما فيما إذا كانت شروط الاتفاق قد تم الوفاء بها. ووصف كالهون هذا «الحق في الحكم» بأنه «صفة أساسية للسيادة»، والتي احتفظت بها الولايات عند صياغة الدستور. وقال كالهون إن الولايات لها الحق في إبطال أو الاعتراض على أي قوانين لا تتفق مع الميثاق.
عندما انفصلت الولايات الجنوبية في 1860-1861، اعتمدوا على النظرية المدمجة لتبرير الانفصال. جادلت الولايات الجنوبية بأن الولايات الشمالية انتهكت الميثاق من خلال تقويض ومهاجمة مؤسسة العبودية وحقوق ملكية العبيد في عبيدهم. ذكرت الولايات الجنوبية أنها بالتالي مبررة للانسحاب من الميثاق بين الولايات.
رفضت المحكمة العليا للولايات المتحدة فكرة أن الدستور ميثاق بين الولايات. وبدلاً من ذلك، ذكرت المحكمة أن الدستور وضع مباشرة من قبل شعب الولايات المتحدة، وليس من قبل الولايات.
في أحد القرارات الهامة الأولى للمحكمة العليا، Chisholm v. Georgia (1793)، صرح رئيس القضاة جون جاي أن الدستور وضع مباشرة من قبل الشعب. أشار جاي إلى لغة ديباجة الدستور، التي تنص على أن الدستور قد تم وضعه ووضعه من قبل "نحن الشعب"، وذكر: "هنا نرى الأشخاص الذين يتصرفون كسلطات للبلاد بأكملها، وفي لغة السيادة، ووضع الدستور الذي من خلال إرادتهم أن حكومات الولايات يجب أن تكون ملزمة.
في قضية Martin v. Hunter's Lessee (1816)، رفضت المحكمة العليا صراحة فكرة أن الدستور ميثاق بين الولايات، قائلة: "دستور الولايات المتحدة لم يتم تأسيسه وتأسيسه من قبل الولايات بصفتها السيادية، ولكن بشكل قاطع، كما تعلن ديباجة الدستور، من قبل "شعب الولايات المتحدة". قارنت المحكمة بين مواد الاتحاد السابقة والدستور، واصفة مواد الاتحاد بأنها ميثاق بين الولايات، في حين ذكرت أن الدستور كان ليس بواسطة الدول بل من قبل الشعب.
وبالمثل، في قضية McCulloch v. Maryland (1819(، ذكرت المحكمة العليا أن الدستور الاتحادي ينطلق مباشرة من الشعب، ولم تقم الولايات بإنشائه. وذكرت المحكمة أن الدستور ملزم للولايات ولا يمكن أن تلغيه. وقارنت المحكمة مرة أخرى مواد الاتحاد، التي وضعتها الولايات، مع الدستور الذي وضعه الشعب.
بعد الحرب الأهلية، في قضية Texas v. White (1869)، وهي قضية تناقش الوضع القانوني للولايات الجنوبية التي حاولت الانفصال، ذكرت المحكمة العليا أن الاتحاد لم يكن مجرد ميثاق بين الولايات؛ بدلاً من ذلك، كان الاتحاد «أكثر من مجرد ميثاق.»

## النظرية المدمجة في كندا
في السياق الكندي، تفترض النظرية المدمجة أن الكونفدرالية كانت اتفاقية بين الشعبين المؤسسين، الفرنسسيين والإنجليز، وبالتالي يجب أن تتمتع كيبيك بسلطات فيتو خاصة تتعلق بموقعها في الهيكل الفيدرالي. ومع ذلك، تم رفض النظرية المدمجة من قبل المحكمة العليا لكندا [الإنجليزية] في غام 1981  مرجع Patriation .غالبًا ما يتم تطوير النظرية المدمجة من قبل القوميين في كيبيك.